# Menceyato de Güímar
El menceyato de Güímar era una de las nueve demarcaciones territoriales en que los guanches tenían dividida la isla de Tenerife, Canarias, en la época de la conquista por parte de la Corona de Castilla, en el siglo xv.

## Toponimia
Algunos investigadores creen que el término significa 'ángulo', 'esquina', 'rincón', mientras otros lo traducen por 'las lanzadas'.
En la documentación de la época de la colonización aparece también con las grafías Agüímar, Agoymad, Goymad e Ygoymad.

## Características
Se ubicaba en el sector sureste de Tenerife, ocupando una superficie de 210 km². El menceyato ocupaba el área de los modernos municipios de El Rosario, Candelaria, Arafo, Güímar y partes de Santa Cruz de Tenerife y San Cristóbal de La Laguna.
Güímar limitaba con Anaga y Tegueste al nordeste, con Tacoronte y Taoro al noroeste, y con Abona al sur. Sus límites eran, con Anaga, el barranco del Hierro hasta La Cuesta; de Tegueste, Tacoronte y Taoro quedaba separado por la dorsal de Pedro Gil, y con el menceyato de Abona por el barranco de Herques, el de Tamadaya o el del Río de Arico.
La economía en el menceyato de Güímar, al igual que en el resto de la isla, se basaba principalmente en la ganadería de cabras, ovejas y cerdos, lo que, debido a la amplitud y diversidad de su territorio, daba lugar a desplazamientos estacionales de la población en busca de pastos para el ganado: en invierno, hacia los pastos cercanos a las costas, y en verano, hacia las zonas medias y altas. Estos desplazamientos se veían facilitados por la abundancia de agua que proporcionaban los numerosos nacientes y fuentes que fluían en el territorio del menceyato. Junto a la ganadería, también se desarrollaba la agricultura —cebada— y la explotación de los recursos marinos y forestales.
La «capital» del menceyato se encontraba en las proximidades del barranco de Chinguaro.
Modernas investigaciones proponen una población en el momento de la conquista de unos 2.500 habitantes, con una esperanza de vida al nacimiento de unos 31 años.

## Menceyes
Algunos reyes o menceyes de los que se tiene noticia fueron Acaymo, quien fuera su primer soberano y era quien gobernaba en tiempos de la aparición de la imagen de la Virgen de Candelaria, y Añaterve, quien lo hacía durante la conquista.
Por su parte, el historiador Juan Bethencourt Alfonso da para Güímar más menceyes; por un lado da el nombre de Dadarmo al denominado Rey de las Lanzadas en el acta de posesión de Diego García de Herrera de 1464, y por otro nombra al padre de Añaterve, Sortibán, del que dice abdicó en su hijo a causa de la ceguera.

## Historia
El menceyato surge como tal a finales del siglo xiv tras la división de la isla en nueve bandos a la muerte o vejez del último mencey único de Tenerife.
Entre 1390 y 1401 tiene lugar en las costas de Güímar la aparición de la imagen de la Virgen de Candelaria. Los guanches la trasladan a la cueva de Chinguaro, residencia del mencey, donde la imagen es venerada. Más tarde, un guanche que había sido tomado prisionero de niño por europeos y que había vuelto a la isla convertido al cristianismo, explica al mencey el significado de la imagen, y esta es trasladada a la cueva de Achbinico.

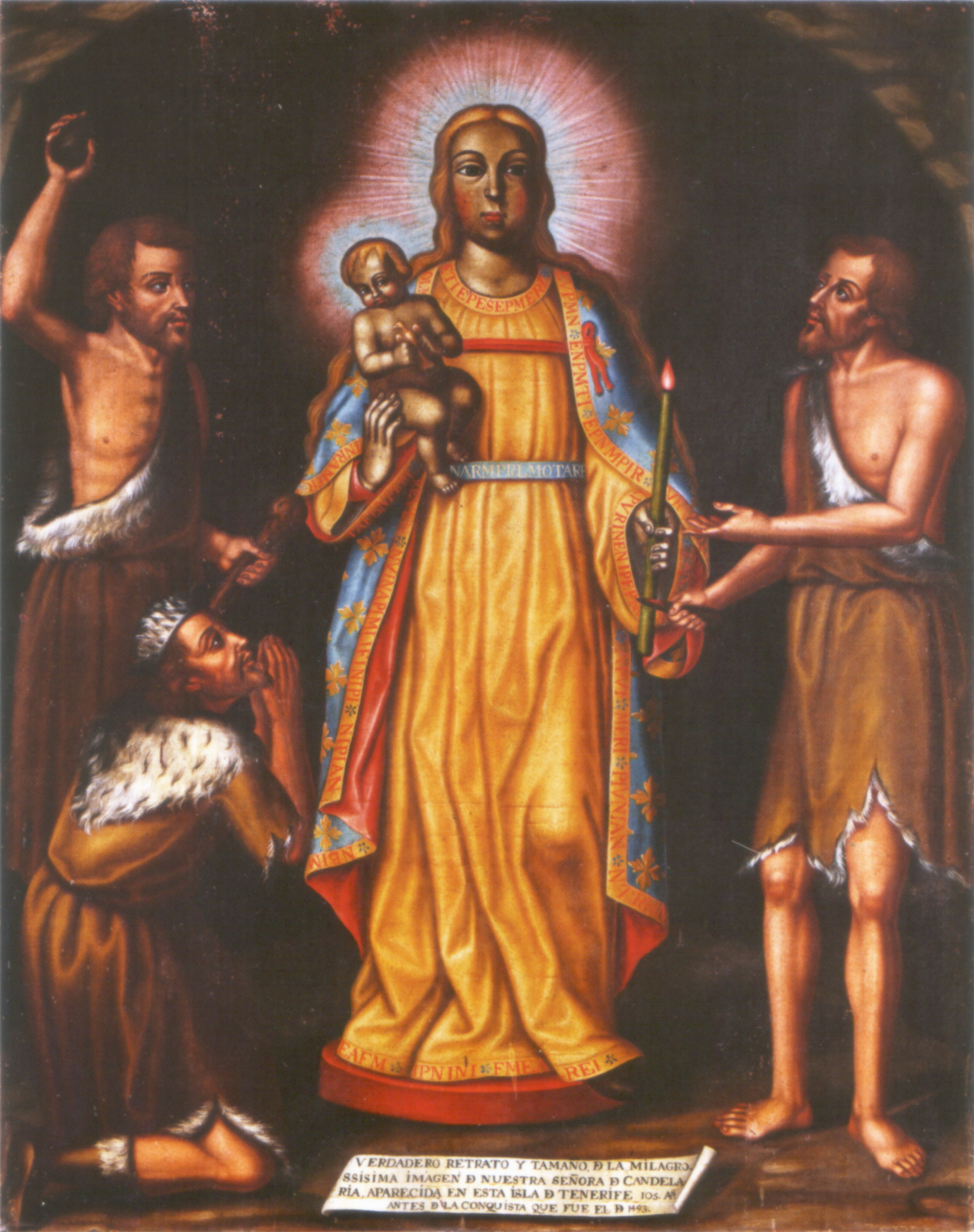
Acaymo de Güímar junto a la virgen de Candelaria y los dos pastores guanches. Pintura ubicada en una ermita de Icod de los Vinos.

Hacia 1450 se funda en la zona de la moderna ciudad de Candelaria un eremitorio formado por tres frailes dirigidos por Fray Alfonso de Bolaños, considerado el «Apóstol de Tenerife». Estos religiosos vivían entre los guanches, hablando su lengua y bautizando a muchos de ellos. Esta misión duraría hasta fechas próximas al inicio de la conquista.
Esta actividad evangelizadora, junto con la conflictividad que existía entre el mencey de Güímar y otros menceyes de la isla, especialmente con el de Taoro, influyó de gran manera en las relaciones amistosas que Güímar estableció con los europeos. En 1464 el mencey de Güímar sella las Paces del Bufadero con Diego García de Herrera, paces que ratificaría hacia 1490 con el gobernador de Gran Canaria Pedro de Vera por mediación del nuevo líder del eremitorio de Güímar, Fray Antonio Cruzado, y con Alonso Fernández de Lugo en el momento de su primer desembarco en 1494.
Durante la conquista, el menceyato de Güímar es el bando que más ayuda presta a los conquistadores, aportando tropas auxiliares y avituallamiento durante toda la campaña. Sin embargo, en 1497 Alonso Fernández de Lugo tomó a muchos guanches de este y otros bandos de paz como prisioneros y los vendió como esclavos. Ante las quejas en la corte, los Reyes Católicos ordenan la liberación de los guanches de las paces, y en 1498 el gobernador de Gran Canaria Lope Sánchez de Valenzuela se traslada a Tenerife para dar cumplimiento a la orden real.
Asegurada su libertad, los guanches de las paces fueron progresivamente integrándose en la nueva sociedad implantada por los castellanos. Fueron muy pocos los indígenas que en Güímar obtuvieron la propiedad de algún trozo de tierra cuando los nuevos gobernadores procedieron al reparto de lo que fue su antiguo territorio. Quizás por esto, grupos considerables de guanches continuaron formando núcleos netamente indígenas en lugares como Guaza, y que llegaron a mantener su propia identidad al menos hasta mediados del siglo xviii.